# Biblioteca reale del Belgio

Il logo della biblioteca.

La Biblioteca Reale del Belgio (in nederlandese: Koninklijke Bibliotheek; in francese: Bibliothèque royale de Belgique; abbreviata in KBR e talvolta chiamata Biblioteca Albertina) è la Biblioteca nazionale del Belgio ed uno degli enti culturali più importanti del paese. È situata a Bruxelles, sul Mont des Arts, nel quartiere reale. Gestisce un patrimonio culturale di grande importanza, alimentato anche grazie al deposito legale delle opere stampate in Belgio o di autori belgi.
La biblioteca conta più di 6 milioni di volumi, ripartiti su 17 piani, per un totale di 150 km di scaffali.

## Storia
La biblioteca trae origine dalla biblioteca personale dei duchi di Borgogna, che alla morte di Filippo il Buono, nel 1467, contava già 900 volumi. Nel 1559, Filippo II di Spagna le conferisce il titolo di Biblioteca Reale, e nel 1772 viene aperta al pubblico da Carlo Alessandro di Lorena, governatore dei Paesi Bassi meridionali.
Sotto il regime francese, e forte dell'apporto dei fondi bibliotecari dei monasteri del Brabante, la biblioteca viene aggregata alla Scuola centrale di Bruxelles, erede ufficiale dell'Università di Lovanio. Nel 1802, la sua gestione passa alla città di Bruxelles.
La Biblioteca Reale del Belgio propriamente detta viene fondata nel 1837, e aperta al pubblico nel 1839. Nel 1842, le collezioni già attribuite alla città di Bruxelles vengono acquisite dalla nuova biblioteca.
Nel corso del XIX sec. i fondi Van Hulthem e Fétis arricchiscono le collezioni, così come la biblioteca degli Arenberg e le collezioni di Jules Vandenpeereboom, acquisite nel secolo XX.
L'edificio attuale è stato costruito fra il 1954 e il 1969, durante la creazione dell'insieme architettonico del Mont des Arts di cui fa parte.
Dal 1958, la biblioteca ospita nei suoi locali l'Archivio e Museo della Letteratura (AML), centro di documentazione e di ricerca sul patrimonio letterario, teatrale ed editoriale del Belgio francofono.

## L'edificio
L'edificio che ospita la biblioteca è stato costruito su disegno degli architetti Maurice Houyoux, Roland Delers e Jacques Bellemans. La prima pietra è stata posata il 16 febbraio 1954 da re Baldovino. La superficie al suolo è di 13 000 m², ma l'insieme dei piani e dei diversi livelli offre una superficie utile di 67 000 m². La costruzione ha richiesto l'impiego di 28 000 m³ di cemento armato, e di 3 000 tonnellate di acciaio e putrelle.

## Organizzazione e missione
In collaborazione con altre biblioteche scientifiche del Belgio, la Biblioteca Reale svolge un ruolo essenziale per rispondere ai bisogni di informazione in tutti i settori della ricerca scientifica, sia a partire dalle proprie collezioni che attraverso l'utilizzo di informazioni conservate altrove. Nel quadro della collaborazione interbibliotecaria nazionale e internazionale, la biblioteca è attiva in numerose organizzazioni.
Le sue missioni principali sono:
- Gestione e conservazione del patrimonio culturale
- Acquisizione, gestione e accesso alle pubblicazioni belghe
- Supporto all'informazione scientifica
- Compiti scientifici
- Orientamento degli utilizzatori

## Collezioni
- 5 000 000 libri
- 21 500 periodici
- 150 000 carte e mappe
- 32 000 manoscritti
- 300 000 libri a stampa antichi e incunaboli
- 700 000 stampe e fotografie
- 9 200 microfilm
- 50 000 dischi

## Sezione musica
La Sezione Musica della Biblioteca reale del Belgio è considerato il centro scientifico di riferimento per la conservazione e valorizzazione dei documenti musicali del paese. Le sue collezioni ospitano partiture manoscritte e a stampa, corrispondenze di musicisti e compositori, monografie, programmi e locandine di concerti e opere, foto e altri documenti iconografici, archivi sonori e oggetti diversi, fra cui medaglie, busti e calchi. Nonostante la maggior parte del patrimonio musicale della Biblioteca reale del Belgio sia conservato dalla sezione musica, alcuni documenti musicali sono conservati nelle sezioni manoscritti, stampe antiche e preziose et Stampe.

### Storia
Il nocciolo fondativo della Sezione Musica, creata nel 1965, è costituito da circa 5000 opere musicali (manoscritte e a stampa) provenienti dalla biblioteca privata del musicologo belga François-Joseph Fétis (1784-1871), acquistata dall'istituzione nel 1872. Il fondo Fétis è una fonte di primaria importanza per lo studio della musica antica, comprendendo documenti come il manoscritto autografo della Suite in sol minore BWV 995 di Johann Sebastian Bach. Fra le fonti più antiche del fondo figurano in particolare diversi trattati manoscritti redatti alla fine del XV sec. dal teorico della musica Johannes Tinctoris.
Fin dall'inizio, la sezione musica si è arricchita di una biblioteca musicale e musicologica, perseguendo allo stesso tempo - tramite acquisti e doni - una politica di acquisizioni di documenti legati a musicisti belgi come André-Ernest-Modeste Grétry (1741-1813), Henri Vieuxtemps (1820-1881), César Franck (1822-1890), Eugène Ysaÿe (1858-1931) e Guillaume Lekeu (1870-1894), ma anche francesi come Albert Roussel e Darius Milhaud, ungheresi come Franz Liszt et Béla Bartók o il norvegese Edvard Grieg. In seguito, l'acquisizione dei fondi Marc Danval e Eric Mathot ha arricchito la collezione con decine di migliaia di dischi e partiture di musica jazz e musica leggera. Grazie al deposito legale, inoltre, la Sezione Musica acquisisce ogni anno un certo numero di opere di musicologia e di partiture pubblicate in Belgio o da autori belgi.
La sezione musica svolge anche un ruolo attivo in diverse associazioni internazionali, fra cui la IAML-Associazione Internazionale Biblioteche, Archivi e Centri di Documentazione Musicali, il RILM-Répertoire International de Littérature Musicale (Repertorio Internazionale della Letteratura Musicale) e il RISM-Répertoire international des sources musicales (Repertorio Internazionale delle Fonti Musicali).
Dal 2002, la sezione ospita l'associazione non lucrativa 'Archivio Béla Bartók del Belgio'.

### I fondi principali
Ricca di una sessantina di fondi, e di collezioni sia di musica colta che leggera, antica e contemporanea, la Sezione Musica è una risorsa fondamentale per lo studio della storia della musica sia belga che universale.
Fra gli esempi di fondi e collezioni più rappresentativi si possono citare quelli relativi a François-Joseph Fétis, Eugène Ysaÿe, Henry Vieuxtemps, Franz André, Marc Danval, Yves Becko, Denijs Dille, Flor Peeters e Edgar Tinel.

### Acquisizioni recenti[13]

#### Légende norvégienne(Leggenda norvegese)
La partitura autografa della Légende norvégienne, opera fino allora sconosciuta di Eugène Ysaÿe, è entrata nelle collezioni della Sezione Musica nel 2014. Questa composizione per violino e pianoforte fu scritta dal violinista belga in Norvegia, nella primavera del 1882, durante una tournée nel corso della quale incontrò Edvard Grieg. Rimasta in forma manoscritta dalla fine del XIX sec., la Légende norvégienne è stata nuovamente eseguita dal violinista Marc Bouchkov e dal pianista Georgiy Dubko durante il concerto d'apertura della stagione 2014-2015 « Trésors musicaux de la Bibliothèque royale de Belgique ».

#### Le Retour des plaisirs(Il ritorno dei piaceri)
In dicembre 2013, la Sezione Musica ha acquistato il manoscritto dell'opera di circostanza Le Retour des plaisirs, unico testimone ad oggi noto della produzione di André Vaillant, musicista attivo a Mons e a Valenciennes all'inizio del XVIII sec. Rappresentata per la prima volta a Mons l'11 aprile 1719, questa operina, composta nel solco di Lully, non ha conosciuto altre rappresentazioni. Il manoscritto è stato interamente ritrascritto a cura della Sezione Musica per consentirne nuove rappresentazioni, in particolare a Mons, in dicembre 2015, nel corso delle manifestazioni di Mons capitale della cultura europea, così come a Bruxelles, grazie a un partenariato con il Conservatorio di Mons sotto la direzione artistica di Guy van Waas.

#### La Fiancée de Messine(La fidanzata di Messina)
Nel 2011, la Fondazione belga Roi Baudouin ha acquistato un eccezionale insieme di 32 manoscritti musicali del violinista e compositore belga Henry Vieuxtemps, mentre l'anno successivo il Fondo Abbé Manoël de la Serna della stessa fondazione ha acquistato il manoscritto autografo dell'unica, e fino allora sconosciuta opera del compositore, La Fiancée de Messine. Tali acquisti hanno permesso alla Biblioteca Reale del Belgio di diventare la più ricca fonte di risorse relative a Vieuxtemps.

### Attività
La Sezione Musica sviluppa numerosi progetti di valorizzazione scientifica delle sue collezioni, destinati sia agli specialisti che al grande pubblico.
Dal 1978, organizza una stagione di concerti chiamata « Trésors musicaux de la Bibliothèque royale de Belgique » (Tesori musicali della Biblioteca Reale del Belgio). I concerti hanno lo scopo di far rivivere il patrimonio musicale dell'istituzione. 
La Sezione ospita anche numerosi convegni musicologici internazionali e si occupa di pubblicare articoli e monografie che mettano in evidenza le sue collezioni. 
Fra le altre attività, la Sezione realizza anche esposizioni virtuali:
- Bartók et Dille, su bartok.kbr.be. URL consultato il 19 maggio 2015 (archiviato dall'url originale il 19 luglio 2015).
- Mozart à Bruxelles, su kbr.be. URL consultato il 19 maggio 2015 (archiviato dall'url originale il 13 luglio 2006).
- Eugène Ysaÿe, su ysaye.kbr.be.
- Henry Vieuxtemps, su vieuxtemps.kbr.be.

## Sezione manoscritti
La Sezione manoscritti, una delle più importanti al mondo, conta circa 35 000 manoscritti, fra cui 4 500 codici medievali.
Una parte della collezione dei duchi di Borgogna, che costituisce il nocciolo di partenza della sezione, fu malauguratamente perduta durante l'incendio del palazzo di Coudenberg nel 1731, mentre una parte fu sottratta dai francesi durante l'occupazione francese. Dei circa mille manoscritti preziosi che la biblioteca dei duchi di Borgogna contava alla morte di Carlo il Temerario, circa 300 sono tuttora custoditi nella Sezione manoscritti.
I manoscritti sono conservati in casseforti ignifughe e non possono essere consultati che tramite domanda scritta. I fac-simili sono liberamente consultabili.
I manoscritti vengono spesso prestati per esposizioni temporanee.

### Opere principali conservate alla Sezione manoscritti

#### Manoscritti antichi
- Le Cronache di Hainaut, Annales historiae principum Hannoniae, 1447-1448, il libro più prezioso del Belgio, compilato da David Aubert, eseguito per Filippo III di Borgogna, rilegatura del XVIII sec. con le armi di Luigi XV, di un peso di circa 10 kg; segnatura: ms. 9242-44
- L' Evangeliario di Echternach, capolavoro dell'arte miniata franco-salica dell'XI secolo, segnatura: ms. 9428
- Il Salterio di Peterborough realizzato in Inghilterra verso il 1300-1318 per Geoffrey di Crowland, abate di Peterborough, proprietà di Papa Giovanni XXII, segnatura: ms. 9961-62
- Très Belles Heures du Jean de Berry, prima del 1402, segnatura: ms 11060-61
- Les Heures de Philippe de Clèves, (Gand, prima del 1485), segnatura: ms. IV 40
- Il messale di Mattia Corvino, vers 1485-1487
- Le Cronache e conquiste di Carlomagno
- Il manoscritto detto Van Hulthem
- L'Etica di Aristotele
- Storia di Carlo Martello
- La Bella Elena di Costantinopoli
- La Cité des dames, di Christine de Pizan
- Histoire des Seigneurs de Gavre
- Roman de Gérard de Nevers, Jean de Wavrin 1450-1467, segnatura: ms. 9631
- Roman des Sept Sages de Rome, segnatura: ms. 9433-34
- Un manuscritto del Ménagier de Paris
- Les Heures de Notre-Dame di Simon Bening (1530), noto anche come Livre d'Heures de Hennessy, segnatura: ms. II 158
- Chronique universelle Gembloux, segnatura: ms. 1130
- Il famoso Rijmbijbel di Jacob van Maerlant (Historia Scholastica; Wrake de Jérusalem intorno al 1290/1300), il testo conta 27.081 versi, segnatura: ms. 15001
- Una lettera diErasmo da Rotterdam
- Un Troisième Carousel de Dresde, Molerus (1582)
- Armoriale di Gheldria
- Armorial de la Toison d'Or, 1535, Bruges
- Den byencorf der H. Roomsche Kerke di Filips van Marnix

## Studi di scrittori
La Biblioteca Reale ha ricostruito lo studio di svariati scrittori utilizzandone i mobili in una spazio appositamente predisposto. È perciò possibile visitare gli studi di Michel de Ghelderode, Émile Verhaeren e Max Elskamp.

## La biblioteca digitale
Dal 2009, la Biblioteca Reale dispone anche di una biblioteca digitale chiamata Belgica. La digitalizzazione e la messa a disposizione dei documenti su Internet riguarda in ordine prioritario i fondi più antichi della biblioteca, le opere riguardanti il Belgio e la sua storia (Belgicana), le opere particolarmente fragili e preziose.
Sono attualmente in corso di digitalizzazione molti documenti sonori, così come i principali giornali del Belgio, consultabili in biblioteca con una ricerca a tutto testo.
Le risorse disponibili su Belgica sono ugualmente consultabili su Europeana

## Direttori
- 1837-1850: Baron Frédéric de Reiffenberg
- 1850-1887: Louis-Joseph Alvin
- 1887-1904: Edouard Fétis
- 1904-1909: Henri Hymans
- 1909-1912: Joseph Van Den Gheyn, S.J.
- 1913-1914: Dom Ursmer Berlière O.S.B.
- 1919-1929: Louis Paris
- 1929-1943: Victor Tourneur
- 1944-1953: Frédéric Lyna
- 1953-1955: Marcel Hoc
- 1956-1973: Herman Liebaers
- 1973-1990: Martin Wittek
- 1990-1991: Denise De Weerdt
- 1992: Josiane Roelants-Abraham
- 1992-2002: Pierre Cockshaw
- 2002-2005: Raphaël De Smedt
- 2005–2017: Patrick Lefèvre
- 2017-: Sara Lammens